# Spilosoma xanthosoma
Spilosoma xanthosoma är en fjärilsart som beskrevs av Walter Karl Johann Roepke 1954. Spilosoma xanthosoma ingår i släktet Spilosoma och familjen björnspinnare. Inga underarter finns listade i Catalogue of Life.